# イゾラ (スイス)

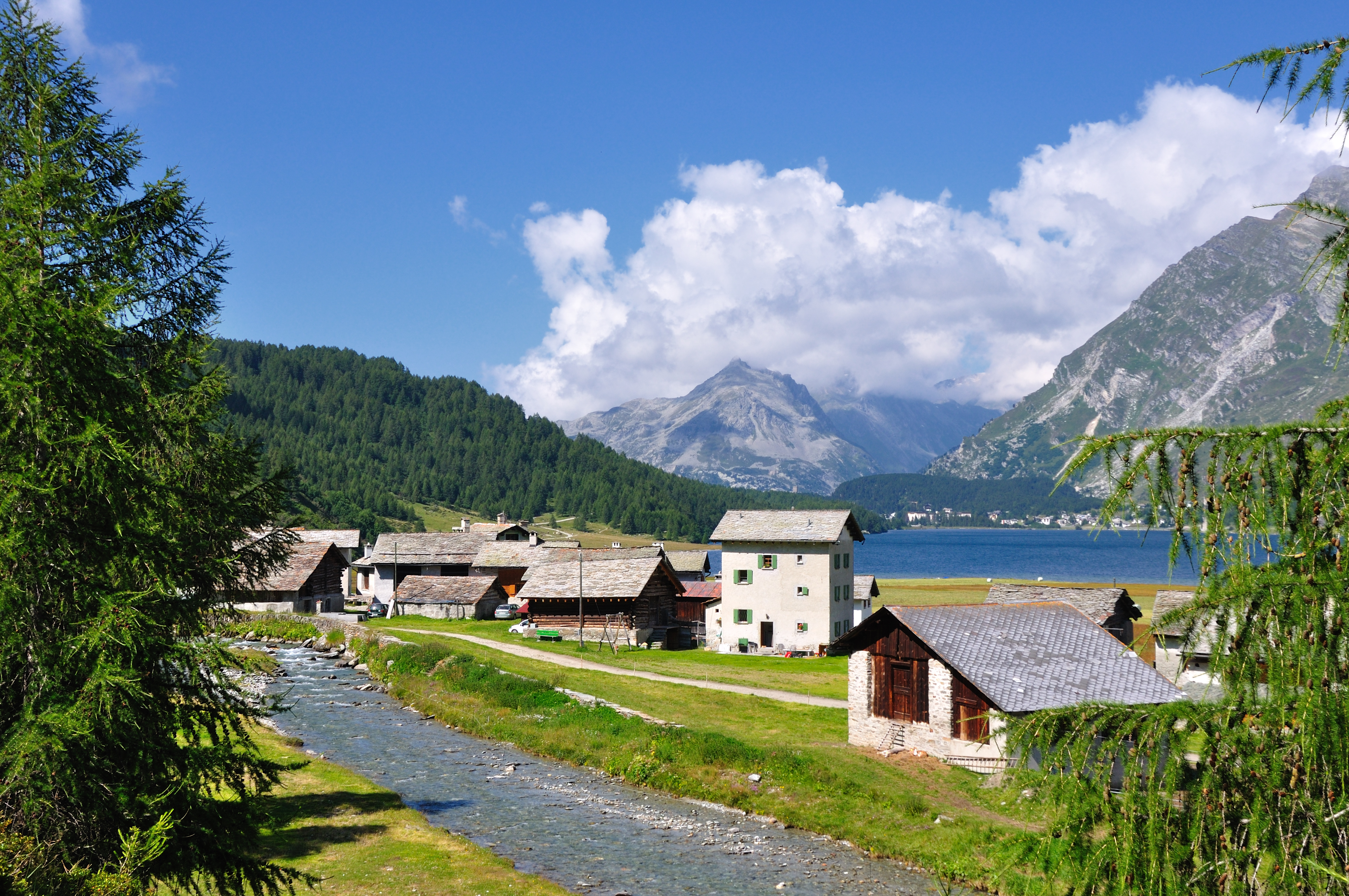
フェドツ川（Aua da Fedoz）とイゾラ村落

イゾラ（Isola）は、スイス連邦グラウビュンデン州マローヤにある村落。シルス湖岸に位置し、フェドツ川（Aua da Fedoz）が湖に注ぐ地点にある。
夏季には、シルスマリアからイゾラを経由し、マローヤへ至るモーターボートの定期船が就航する。ヨーロッパでは最も標高の高いところで運航されている公共渡船の1つとなっている